# Гехваре
Гехваре́ или Геваре́ (перс. گهواره‎) — небольшой город на западе Ирана, в провинции Керманшах. Входит в состав шахрестана Далаху.
На 2006 год население составляло 4 708 человек; в национальном составе преобладают курды, в конфессиональном — мусульмане-шииты.

## География
Город находится в центральной части Керманшаха, в горной местности западного Загроса, на высоте 1 428 метров над уровнем моря.
Гехваре расположен на расстоянии приблизительно 57 километров к западу от Керманшаха, административного центра провинции и на расстоянии 460 километров к юго-западу от Тегерана, столицы страны.